# VfB Plauen Nord
VfB Plauen Nord is een Duitse voetbalclub uit Plauen, Saksen.

## Geschiedenis
De club werd in 1919 opgericht als VfB Plauen. De club was aangesloten bij de Midden-Duitse voetbalbond en ging in de tweede klasse van de Kreisliga Westsachsen spelen. De club werd kampioen en speelde een promotie-degradatie play-off tegen de laatste van de eerste klasse, SpVgg Meerane 1907. Na een 7-1 pak slaag speelde de club thuis gelijk, maar protesteerde tegen de uitslag en dwong een replay af. Deze werd met 3-2 gewonnen. Ook Meerane protesteerde en werd dan beslist om Meerane in de hoogste klasse te laten en ook VfB te laten promoveren. De club eindigde de volgende jaren in de middenmoot.
Na 1923 werd de Kreisliga ontbonden en werden de vooroorlogse competities in ere hersteld en de club ging in de Gauliga Vogtland spelen. De club speelden een paar jaar in de middenmoot en later in de subtop. Na 1933 werd de competitie grondig geherstructureerd. De Midden-Duitse bond werd ontbonden en de vele competities vervangen door de Gauliga Sachsen en Gauliga Mitte. Uit de Gauliga Vogtland kwalificeerden zich drie teams. Hoewel VfB derde geëindigd was, kreeg Plauener SuBC, dat vierde geworden was en in het verleden wel succesvoller was, de voorkeur. De club ging nu in de Bezirksklasse selen en slaagde er niet meer in om te promoveren. 
Na de Tweede Wereldoorlog werd de club ontbonden en heropgericht als SG Plauen-Nord. Later werden nog de namen BSG Einheit Plauen (1949), BSG Konsum Plauen (1951), BSG Empor Nord Plauen (1951) en BSG Empor Plauen (1957) aangenomen. De club pendelde tussen de Bezirksklasse en de Kreisklasse van het Oost-Duitse voetbal.
Na de Duitse hereniging werd de huidige naam aangenomen.